# 伊尼 (法老)
伊尼是古埃及第二十三王朝時底比斯的統治者，可能是魯德阿蒙在底比斯的繼承人，惟他並非繼承第二十三王朝的法老。魯德阿蒙死後，他統治底比斯最少長達4至5年的時間。
1979年，海倫．雅克特-哥爾登（Helen Jacquet-Gordon）首次發表文章，指出卡納克神廟建築群中的孔斯神廟（Temple of Khonsu）塗鴉的日子可追溯至伊尼第五年在位的時期。直至1989年以前，傳統上僅有三份文獻肯定他的存在：
- 編號11，刻於孔斯神廟天花上的塗鴉，日期為「伊尼．斯—埃塞．馬利阿蒙」五年，收成季節III，第十日（如雅克特-哥爾登所述）
- 一塊藏於杜倫大學的青銅板，上面保留着他「拉之子伊尼」的個人名（nomen，personal name）
- 一塊來自阿拜多斯的碎片。

| 前任者： 魯德阿蒙 | 古埃及法老 | 繼任者： 皮耶 |